# Mike Strum
Michael „Mike“ S. Strum (* 15. Juli 1963) ist ein US-amerikanischer Curler.
Strum spielte als Second der US-amerikanischen Mannschaft bei den XVI. Olympischen Winterspielen 1992 in Albertville im Curling. Die Mannschaft von Skip Raymond Somerville gewann die olympische Bronzemedaille nach einem 9:2-Sieg im Spiel um den 3. Platz gegen Kanada um Skip Kevin Martin. Da Curling damals noch eine Demonstrationssportart war, besitzt die Medaille keinen offiziellen Status.

## Erfolge
- 3. Platz Olympische Winterspiele 1992 (Demonstrationswettbewerb)